# Station Chobienia
Station Chobienia is een spoorwegstation in de Poolse plaats Chobienia.